# Investopedia
Investopedia es un sitio web dedicado a la educación en inversión con base en Edmonton, en Alberta, Canadá. Iniciado por Cory Janssen y Cory Wagner en junio de 1999. En 2007, el sitio fue comprado por la empresa editorial de EE. UU., Forbes, que lo vendió a ValueClick en 2010 por $ 42 millones.
Investopedia es un recurso para la educación en inversiones, las finanzas personales, el análisis de mercado y los simuladores de libre comercio. Busca atraer a los interesados en inversiones con un completo diccionario financiero, materiales de preparación de exámenes, y estrategias de negociación activa. Investopedia comenzó como un diccionario financiero, separándose de otros diccionarios ofreciendo las "Definiones Investopedia", con una interpretación en inglés llano de términos y conceptos de difícil comprensión. El sitio tiene un promedio de más de 11 millones de visitantes únicos y 40 millones de páginas vistas al mes y alberga más de 6.300 artículos, 13.000 entradas de diccionario, y 750 páginas de tutoriales, que cubren todos los aspectos de las finanzas y la inversión.

## Rediseño
Investopedia.com se sometió a un rediseño completo en 2012, con un nuevo sistema de navegación y un diseño moderno. El sitio despliega herramientas de comparación financieras para las tarjetas de crédito, software y plataformas de Forex, y las casas de bolsa.

### Simulador
Junto con el contenido educativo, Investopedia ofrece herramientas interactivas tales como su simulador de mercado de valores, lo que permite a las personas abrir una cuenta de corretaje con dinero de juego y negociar con acciones y opciones que cotizan en bolsa en el NYSE, NASDAQ, y otras bolsas de valores.

### Análisis de valores
Investopedia también publica más de 15 piezas de análisis de valores por día. Estas piezas están escritas por varios autores diferentes y ofrecen análisis y compra de asesoramiento sobre acciones de todos los sectores. Además de esto, Investopedia veces ofrece análisis de las divisas, con piezas que analizan diferentes aspectos del mercado de divisas.

### Forex
Investopedia lanzó canal de contenido dedicado al mercado de divisas. La sección especializada se centra en noticias y análisis de divisas, como los porcentajes en vivo, tutoriales de comercio, un calendario económico y más. Investopedia también desarrolló un simulador de libre comercio de divisas, el " FXSimulator " que permite a los usuarios operar con divisas con dinero falso.

### Aplicación móvil
El 9 de septiembre de 2011 Investopedia lanzó una aplicación gratuita para iPhone. La app ofrece a los usuarios acceso al diccionario completo financiera, artículos y otros contenidos. La app de Investopedia cuenta con más de 211.000 descargas y es la app de finanzas gratuito # 25 en iTunes.